# 運賀

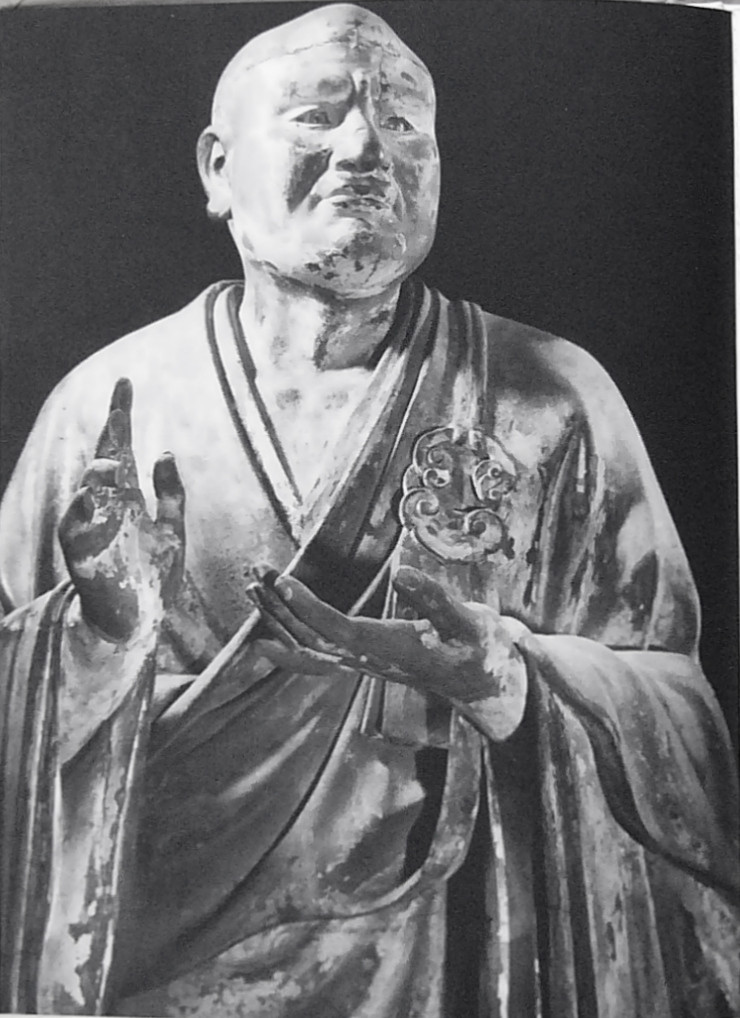
興福寺北円堂の世親

運賀（うんが、生没年未詳）は、 鎌倉時代の慶派仏師。号は大和君、別名に、雲賀、運雅。運慶の五男。

## 経歴
- 建久年間（1190年-1199年）の末頃に父の運慶に従い教王護国寺の諸仏の制作と修理に参加した。
- 1208年（承元2年）起工の興福寺北円堂の造仏では、運慶の指導下、世親像を製作した。
- 1255年（建長7年）、内山永久寺に大黒天像を造立した。